# Volo Emery Worldwide 17
Il volo Emery Worldwide 17 era un volo per trasporto merci di linea nazionale da Reno a Dayton, con scalo intermedio a Sacramento, negli Stati Uniti d'America. Il 16 febbraio 2000, un Douglas DC-8 operante su tale tratta si schiantò in una discarica poco dopo il decollo dall'aeroporto Sacramento Mather, provocando la morte di tutti e tre i membri dell'equipaggio a bordo.

## L'aereo
Il velivolo coinvolto era un Douglas DC-8-71F, marche N8079U, numero di serie 45947, numero di linea 341. Volò per la prima volta il 29 gennaio 1968 e venne consegnato a United Airlines qualche settimana dopo, il 21 marzo. Venne ceduto a Líneas Aéreas Paraguayas il 20 ottobre nel 1990 e a Emery Worldwide il 31 marzo 1994. Era alimentato da 4 motori turboventola CFM International CFM56-2C1. Al momento dell'incidente, l'aereo aveva poco più di 32 anni e aveva accumulato 84 447 ore di volo in 33 395 cicli di decollo-atterraggio.

## L'equipaggio
L'equipaggio era composto dal comandante Kevin Stables (43) che aveva 13 329 ore di esperienza di volo, delle quali 2 128 ore sui DC-8; dal primo ufficiale George Land (35) che aveva 4 511 ore di volo, di cui 2 080 sui DC-8; e dall'ingegnere di volo Russell Hicks (38) che aveva 9 775 ore di volo, delle quali 675 sui DC-8.

## L'incidente
Il volo era un regolare volo cargo nazionale dall'Aeroporto Internazionale di Reno-Tahoe (RNO) all'Aeroporto Internazionale James M. Cox di Dayton (DAY) con uno scalo intermedio all'Aeroporto di Sacramento Mather, in California. Il volo è stato operato da Emery Worldwide Airlines, allora una delle principali compagnie aeree cargo negli Stati Uniti, utilizzando un McDonnell Douglas DC-8-71F con i tre membri dell'equipaggio a bordo.
Dopo aver completato la lista di controllo per il rullaggio, i membri dell'equipaggio iniziarono quella di pre-decollo alle 19:47 ora locale. Avvisarono quindi il controllore del traffico dell'aeroporto, che non aveva ancora riaperto la sua torre di controllo, che sarebbero decollati dalla pista 22L.
Quando il DC-8 raggiunse la velocità V1, il comandante chiamò "rotazione". Il beccheggio aumentò da 0,2 a 5,3 gradi verso l'alto. Secondo i dati della barra di comando, il pilota stava ancora spingendo la barra in avanti per tenere il muso in basso, ma, per qualche motivo, questo cominciò a sollevarsi. I dati dell'aeromobile indicavano che l'equipaggio aveva aggiunto più forza alla barra di comando, da 14,5 a 17,4 gradi. Il jet raggiunse la V2 e iniziò a decollare.
Immediatamente dopo aver lasciato la pista, il velivolo entrò in una virata verso sinistra e il primo ufficiale dichiarò via radio l'intenzione di ritornare a Sacramento. La spinta dei motori cominciò a diminuire e lo stick shaker si attivò. Il comandante dichiarò un'emergenza, ritenendo che si fosse verificato uno spostamento del carico. Il velivolo iniziò a muoversi in modo irregolare, l'angolo di attacco iniziò a diminuire e aumentare. L'aereo iniziò a scendere.
Il comandante dichiarò ripetutamente di avere un'emergenza, quando i giri del motore cominciarono ad aumentare. In quei momenti, l'aereo stava scendendo con un'inclinazione di 11 gradi. L'equipaggio aggiunse ulteriore potenza, permettendo al DC-8 di salire. Durante la salita, ricominciò a virare verso sinistra. I piloti contattarono la torre di controllo di Mather, dichiarando che il volo 17 aveva un problema "estremo".
Il velivolo continuò a volare in direzione Nord-Ovest. L'equipaggio stava cercando di stabilizzare l'aereo mentre oscillava a destra e a sinistra. Il Ground Proximity Warning System (GPWS) iniziò a suonare. Alle 19:51, l'ala sinistra entrò in contatto con la struttura di uno sfasciacarrozze. Il DC-8 si schiantò, colpendo centinaia di macchine, e i serbatoi del carburante si ruppero ed esplosero. Tutti e tre i membri dell'equipaggio a bordo persero la vita.

## Le indagini
Un'indagine del National Transportation Safety Board (NTSB) rivelò che durante la rotazione, una barra di controllo nell'equilibratore destro si distaccò, causando la perdita di controllo del beccheggio. L'equipaggio tentò senza successo di tornare all'aeroporto di partenza. L'NTSB riscontrò che un'errata procedura di manutenzione, implementata da Emery Worldwide, indusse un eccessivo caricamento sulla coppia di bulloni che avrebbe dovuto collegare l'asta di controllo. Il rapporto finale venne pubblicato nel 2003.
L'NTSB ha poi aggiunto: "Le questioni di sicurezza discusse in questo rapporto includono l'installazione e l'uso dell'indicatore di posizione dell'equilibratore DC-8, l'adeguatezza delle schede di lavoro di manutenzione del DC-8 (elementi di ispezione richiesti) e la progettazione della linguetta di controllo dell'equilibratore DC-8. Le raccomandazioni di sicurezza sono indirizzato alla Federal Aviation Administration".
Quindici raccomandazioni vennero emesse dall'NTSB. Una di queste era quella di ispezionare ogni DC-8 sul suolo degli Stati Uniti per prevenire ulteriori incidenti causati dal distacco di parti dell'equilibratore. La Federal Aviation Administration riscontrò più di 100 violazioni della manutenzione da parte della compagnia aerea. Emery Worldwide mise a terra l'intera flotta il 13 agosto 2001 e ha cessato definitivamente le operazioni il 5 dicembre 2001 

## Cultura di massa
L'incidente del volo Emery Worldwide 17 è rappresentato nel primo episodio della diciottesima stagione del documentario canadese Indagini ad alta quota. L'episodio è intitolato "Un bullone fuori posto".